# Куристіку
59°27′04″ пн. ш. 24°51′58″ сх. д. / 59.45111° пн. ш. 24.86611° сх. д.
Ку́ристіку (ест. Kuristiku) — мікрорайон в районі Ласнамяє міста Таллінн. 
Його населення складає 11 109 чоловік (1 січня 2014).
Мікрорайон розташований між вулицями Мустаківі, Вормсі, Муху та Нарвським шосе. Забудова переважно представляє собою типові панельні будинки 1980-х років.
Мікрорайон Куристіку був утворений на основі колишнього сьомого мікрорайону Ласнамяє та названий в честь існуючого тут колись села Куристіку. Багато вулиць Куристіку носять імена естонських островів (Кіхну, Муху, Сааремаа, Вормсі), а назви вулиці Ляенемере (ест. Läänemere tee) перекладається як «вулиця Балтійського моря».
На початку XX ст. тут активно займались видобутком торфу.

## Історія

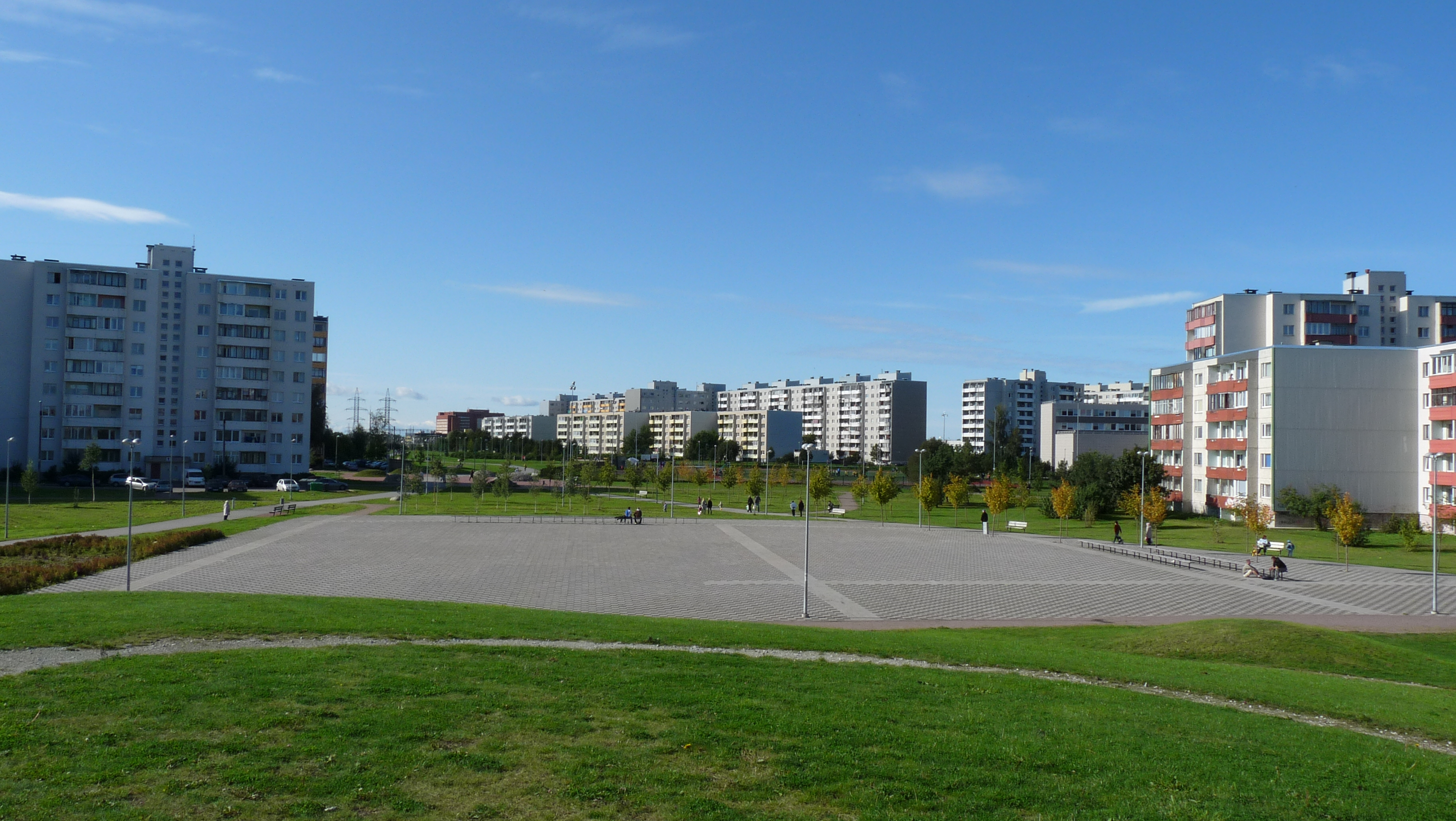
Мікрорайон Куристіку

Сліди перших поселень людини на території мікрорайону датуються ранньою бронзовою добою (X—VIII ст. до нашої ери). Під час пізньої залізної доби (III—I ст. до нашої ери) тут з'являються кам'яні могильники. З джерел шведського часу, на території Куристіку знаходилось поселення каменярів.
Від часів шведів, свідчення про село не прослідковується до другої половини XIX ст., коли в селі знову почалось будівництво хуторів. Відомо, що в 1930 в Куристіку ще знаходилась жила рига, побудована в 1890 році.
Село складалося з хуторів Мустаківі, Сауеаугу, Тюргі, Тядіаугу, Прюгі, Койду та Тонді. В Куристіку також знаходився трактир і житло працівників мизи Катлері, які займались видобутком торфу на болоті Тонді.
В 1950-х роках хутори були знесені і на території села була створена військово-повітряна база, на місті якої, з часом, були побудовані квартали житлових панельних 5-ти та 9-ти поверхових будинків.

## Освіта

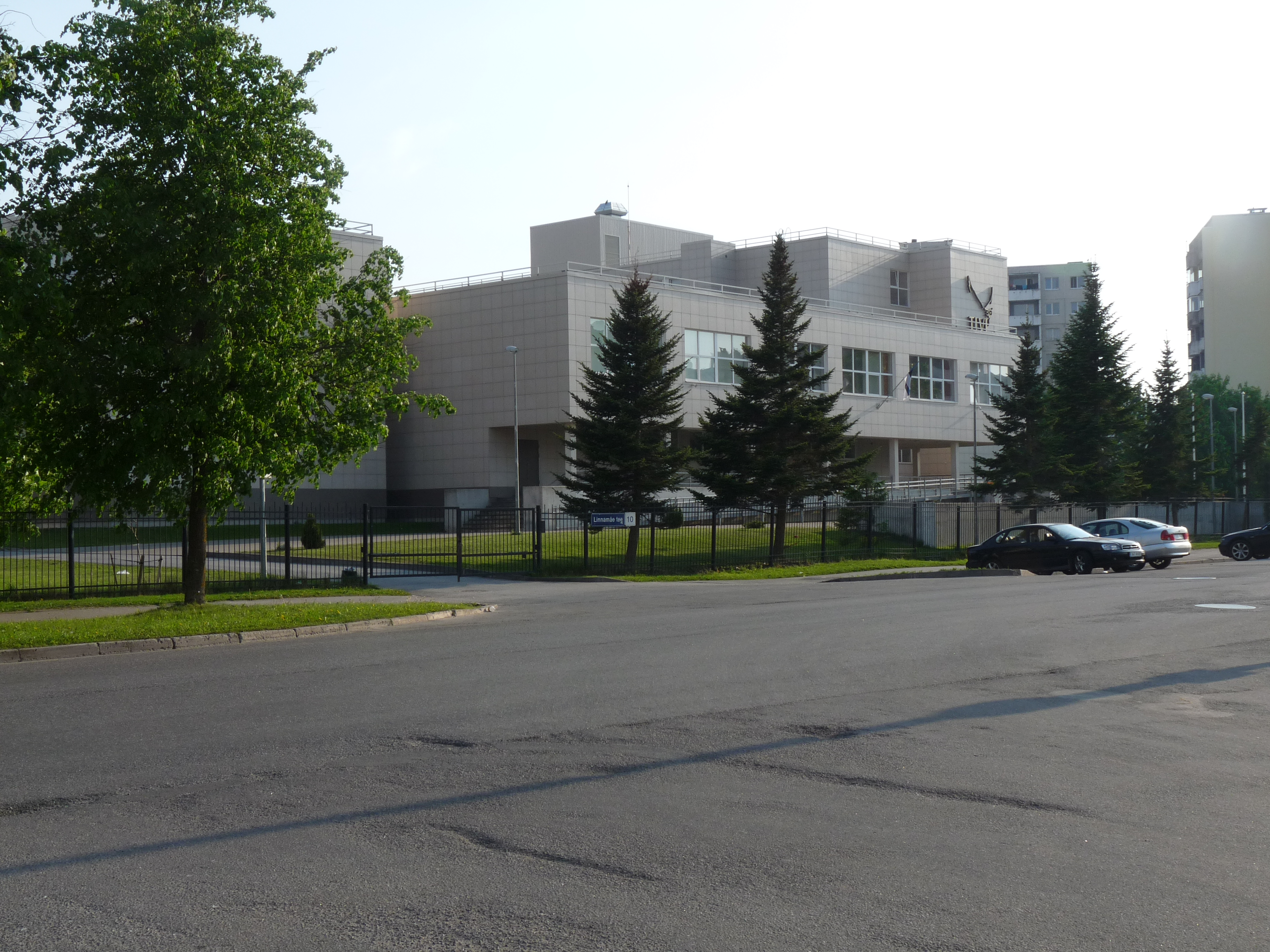
Російський ліцей Ліннамяє

В Куристіку знаходяться дві школи: відкрита в 1989 році Талліннська Гімназія Ляенемере (ест. Tallinna Läänemere Gümnaasium, у минулому — 65-а школа) і відкритий в 1988 році Таллінський Російський ліцей Ліннамяє (ест. Tallinna Linnamäe Vene Lütseum, у минулому — 64-а школа).
Також в мікрорайоні працюють 4 дитячих садки: Кіхну (ест. Kihnu lasteaed), Вормсі (ест. Vormsi Lasteaed), Ліннамяє (ест. Linnamäe Lasteaed) та Муху (ест. Linnamäe Lasteaed).

## Парки

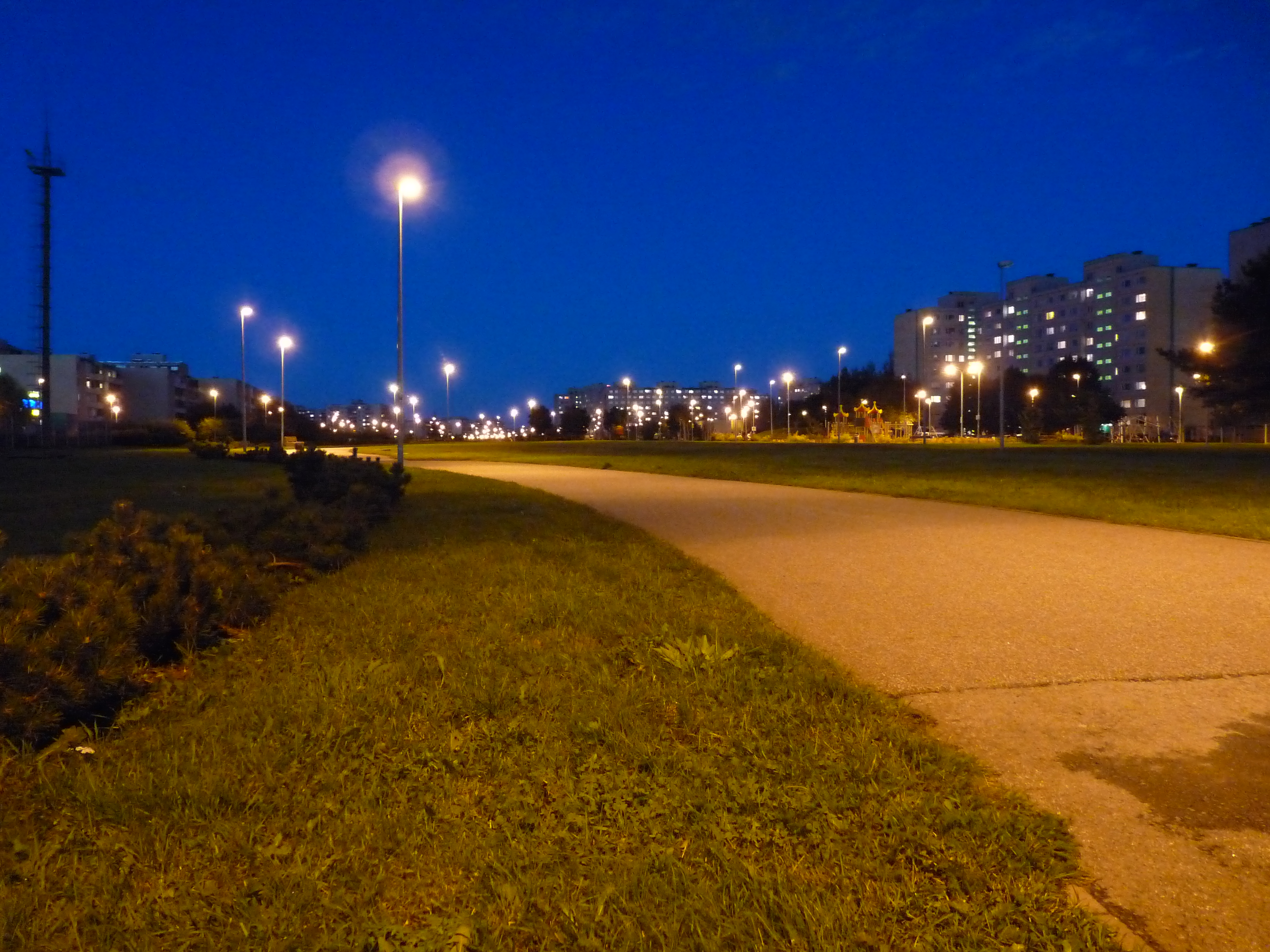
Парк Тонділоо на межі Куристіку та Мустаківі

На північному сході Куристіку знаходиться парк Вормсі, розташований на місці згорівшої в 1988 році початкової школи Нехату. В середині XX ст. на території школи був посаджений яблуневий сад. Деякі яблуні до сих пір ростуть в парку.
На півдні мікрорайону розташована частина парку Тонділоо, яка більшою частиною знаходиться в Мустаківі.

## Населення
По даним самоуправління Таллінна, на 1 січня 2014 року населення Куристіку складало 11 109 жителів. Чоловіків серед них 44%. Естонці складают 23% жителів мікрорайону.
| 2008   | 2010     | 2011     | 2012     | 2014     |
| ------ | -------- | -------- | -------- | -------- |
| 11 110 | ↘ 11 024 | ↗ 11 100 | ↘ 10 998 | ↗ 11 109 |

## Транспорт

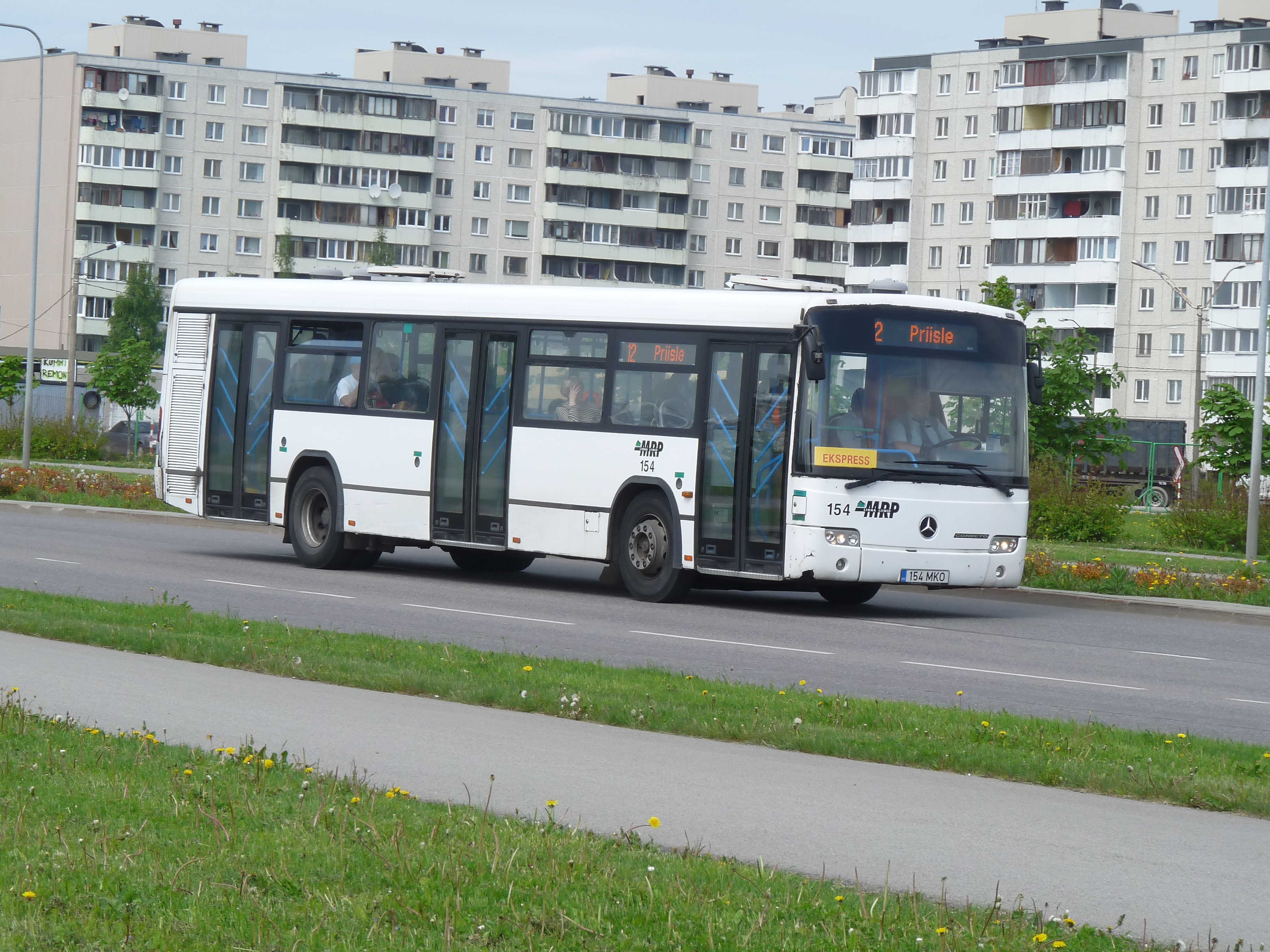
Автобус №12 в Куристіку

По трьом вулицям Куристіку проходять автобусні маршрути громадського транспорту: по Нарвському шосе ходять автобуси  №5, №6, №29, №63, по вулиці Мустаківі ходять №12, №60, №65, і по вулиці Ліннамяє ходять №12, №54, №60, №65.